# Bandera de Clariana de Cardener
La bandera oficial de Clariana de Cardener té la següent descripció:
Bandera apaïsada, de proporcions dos d'alt per tres de llarg, vermella, amb les deu estrelles de cinc puntes blanques de l'escut posades verticalment i a portell, 3, 4 i 3, tot el conjunt d'alçària 19/24 de la del drap i amplària 15/36 de la llargària del mateix drap, al centre.
Va ser aprovada el 17 de juny de 2011 i publicada en el DOGC el 28 de juny del mateix any dins el número 5908.